# Almens

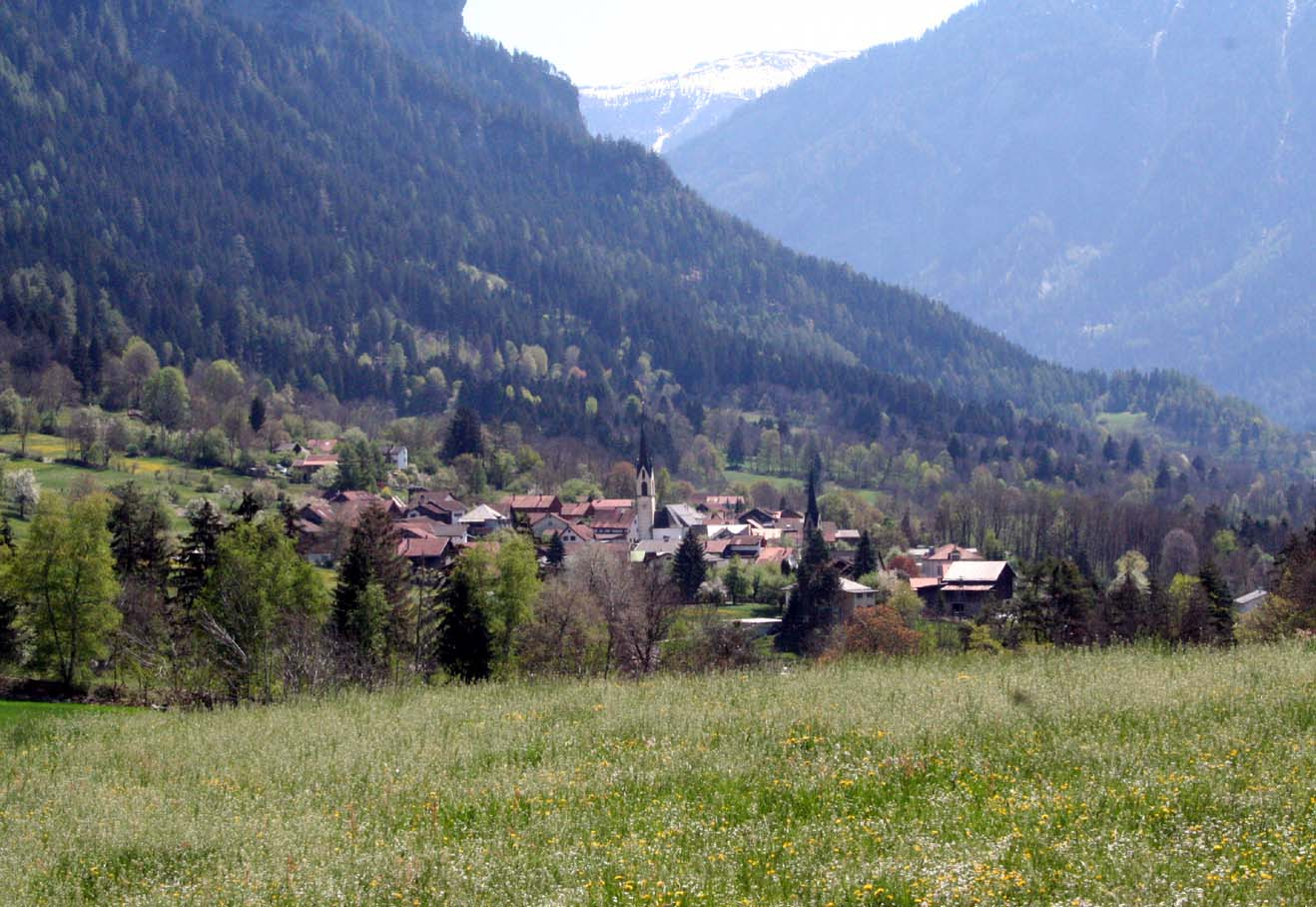
Almens.

Almens là một đô thị trong huyện Hinterrhein trong bang Graubunden của Thụy Sĩ.

## Ngôn ngữ
Tiếng Đức là ngôn ngữ phổ biến nhất ở Almens.
| Ngôn ngữ ở Almens |                          |                          |                          |                          |                          |                          |  |
| Ngôn ngữ          | Điều tra dân số năm 1980 | Điều tra dân số năm 1980 | Điều tra dân số năm 1990 | Điều tra dân số năm 1990 | Điều tra dân số năm 2000 | Điều tra dân số năm 2000 |  |
| Ngôn ngữ          | Con số                   | Phần trăm                | Con số                   | Phần trăm                | Con số                   | Phần trăm                |  |
| tiếng Đức         | 158                      | 88,27%                   | 185                      | 92,50%                   | 208                      | 95,85%                   |  |
| Romansh           | 18                       | 10,06%                   | 10                       | 5,00%                    | 6                        | 2,76%                    |  |
| Tiếng Ý           | 3                        | 1,68%                    | 0                        | 0,00%                    | 1                        | 0,46%                    |  |
| Dân số            | 179                      | 100%                     | 200                      | 100%                     | 217                      | 100%                     |  |